# Tortuera
Tortuera község Spanyolországban, Guadalajara tartományban. Tortuera Fuentelsaz, Cimballa, Aldehuela de Liestos, Torralba de los Frailes, Embid, Molina de Aragón, Rueda de la Sierra és Tartanedo községekkel határos. Lakosainak száma 157 fő (2024).

## Népesség
A település népessége az utóbbi években az alábbiak szerint változott:
| Lakosok száma | 214  | 226  | 219  | 222  | 223  | 201  | 213  | 194  | 184  | 157  |
|               | 2001 | 2004 | 2006 | 2009 | 2011 | 2014 | 2016 | 2019 | 2021 | 2024 |